# Tectus niloticus
Tectus niloticus is een slakkensoort uit de familie Tegulidae. De wetenschappelijke naam werd gepubliceerd in 1767 door Carl Linnaeus.